# ري كرامر
ري كرامر (بالهولندية: Rie Cramer)‏ هي فنانة قصص مصورة وكاتبة للأطفال وكاتِبة ورسامة توضيحية هولندية، ولدت في 10 أكتوبر 1887 في سوكابومي في إندونيسيا، وتوفيت في 16 سبتمبر 1977 في لارين في هولندا.